# David W. Krause
David W. Krause és un paleontòleg canadenc que actualment treballa com a Professor de Servei Distingit al Departament de Ciències Anatòmiques de la Universitat de Stony Brook. El seu treball gira principalment al voltant dels fòssils del període Cretaci de Madagascar i sovint es desplaça a l'illa per descobrir-ne de nous. Les seves troballes més cèlebres són Majungasaurus crenatissimus i Beezlebufo ampinga. Krause també és el fundador del Madagascar Ankizy Fund, que es dedica a educar i donar serveis sanitaris als nens pobres de Madagascar.